# 吴欢
吴欢（1953年—），汉族，中华人民共和国书画家、政治人物，第十一届全国政协委员。为戏剧家吴祖光之子，宜兴北渠吴氏后裔。
担任香港《镜报》专栏作家、书画家。2008年，当选第十一届全国政协委员，代表文化艺术界，分入第二十六组。